# Manuel Cabit
Manuel Cabit, né le 3 juin 1993 à Fort-de-France en Martinique, est un ancien footballeur français qui évolue au poste de défenseur.

## Biographie

### Carrière en club
Laissé libre par l'AC Ajaccio, il arrive au FC Metz lors de l'intersaison du championnat de France 2019-2020 pour un contrat de trois ans, le 13 juin 2019.  Après seulement trois matches avec sa nouvelle équipe, mais déjà auteur d'une passe décisive dans le championnat, le 3 novembre 2019, en compagnie de son coéquipier de Kévin N'Doram, il est victime d'un grave accident de la route près de Reims. À la suite de ce drame, il se retrouve paralysé.
Ne pouvant plus remarcher, il décide de mettre fin à sa carrière de footballeur professionnel 2 ans après l'accident.